# Kleinoogkathaai
De kleinoogkathaai (Apristurus microps) is een vis uit de familie van de Pentanchidae en behoort derhalve tot de orde van grondhaaien (Carcharhiniformes). De vis kan een lengte bereiken van 61 centimeter. 

## Leefomgeving
De kleinoogkathaai is een zoutwatervis. De vis prefereert diep water en leeft hoofdzakelijk in de Atlantische Oceaan op dieptes tussen 700 en 2000 meter. 

## Relatie tot de mens
De kleinoogkathaai is voor de visserij van geen belang. In de hengelsport wordt er weinig op de vis gejaagd. 